# Патрік Гаусдінґ
Патрік Гаусдінґ  (нім. Patrick Hausding, 9 березня 1989) — німецький стрибун у воду, олімпійський медаліст.

## Виступи на Олімпіадах
| Олімпіада   | Дисципліна                | Місце |
| ----------- | ------------------------- | ----- |
| Пекін 2008  | трамплін                  | 8     |
| Пекін 2008  | вишка                     | 9     |
| Пекін 2008  | синхронні стрибки з вишки | 2     |
| Лондон 2012 | трамплін                  | 4     |
| Лондон 2012 | синхронні стрибки з вишки | 7     |